# Salvelinus agassizi
La trucha de plata (Salvelinus agassizi) es una especie extinta de Salmonidae.
Esta especie fue vista por última vez en el lago Dublín, Nueva Hampshire, en 1930.
El color de esta especie, en realidad era de color verde oliva. El hábitat natural eran tres lagos de Nueva Hampshire, lago Dublin, lago Sunapee, y lago Christine en Stark, estos lagos quedaron como zonas aisladas por el retroceso de los glaciares, la trucha de plata (en ellos), no tenían depredadores naturales. 
Sin embargo, en el siglo XIX, por el desarrollo del turismo, se introdujeron nuevas especies de peces en estos lagos, entre ellas a la perca amarilla, los que  finalmente terminaron con la trucha de plata nativa.